# Crombec à gorge tachetée
Sylvietta denti
Espèce
Répartition géographique
Statut de conservation UICN

 LC  : Préoccupation mineure
Le Crombec à gorge tachetée (Sylvietta denti) est une espèce d'oiseaux de la famille des Macrosphenidae.

## Répartition
Cet oiseau vit en Afrique équatoriale.

## Taxinomie
Selon le la classification de référence du Congrès ornithologique international (version 7.1, 2017) et Alan P. Peterson il existe deux sous-espèces :
- Sylvietta denti hardyi Bannerman, 1911 — à l'ouest du Dahomey Gap
- Sylvietta denti denti Ogilvie-Grant, 1906 — à l'est du Dahomey Gap